# Dieter Lindner (labdarúgó)
Dieter Lindner (Breslau, 1939. június 11. – 2024. december 22.) német labdarúgó, középpályás.

## Pályafutása
Az Eintracht Frankfurt korosztályos csapatában kezdte a labdarúgást. 1956 és 1971 között játszott az első csapatban. Tagja volt az 1959–60-as idényben BEK-döntős együttesnek.
Az 1980–81-es idényben az Eintracht alelnöke, 1996 májusa és októbere között az ideiglenes elnöke volt a klubnak.

## Sikerei, díjai
Eintracht Frankfurt
- Nyugatnémet bajnokság
  - bajnok: 1959
- Oberliga Süd
  - bajnok: 1958–59
  - 2. (2): 1960–61, 1961–62
- Nyugatnémet kupa (DFB Pokal)
  - döntős: 1964
- Bajnokcsapatok Európa-kupája (BEK)
  - döntős: 1959–60